# La Folle Chimère
Pour plus de détails, voir Fiche technique et Distribution.
La Folle Chimère (The Pawn of Fate) est un film muet américain de Maurice Tourneur, sorti en 1916.

## Synopsis
En villégiature en Normandie, André Lesar, un dilettante parisien, s'intéresse à Marcine Dufrene et convainc Pierre, son mari, que s'ils viennent s'installer à Paris, il pourrait devenir un grand artiste. À Paris, pendant que Pierre se préoccupe de ses natures mortes, André poursuit Marcine de ses assiduités, en même temps qu'il arrange une exposition du travail de Pierre. La haute société parisienne se moque du côté amateur des peintures de Pierre, et celui-ci, se rendant compte qu'il a été dupé, cherche à se venger. Lorsqu'il trouve Marcine et André ensemble, Pierre ne croit pas sa femme lorsqu'elle lui jure, à raison, qu'elle a toujours résisté aux avances d'André, et il se rue sur ce dernier. Le laissant pour mort, Pierre essaie de se noyer. La police l'en empêche. Rétabli, André, repentant, présente ses excuses et Pierre et Marcine se réconcilient. 

## Fiche technique
- Titre : La Folle Chimère
- Titre original : The Pawn of Fate
- Réalisation : Maurice Tourneur
- Assistant : Clarence Brown
- Scénario d'après une histoire de George Beban
- Direction artistique : Ben Carré
- Photographie : John van den Broek
- Montage : Clarence Brown
- Société de production : Shubert Film Corporation
- Société de distribution : World Film Corporation
- Pays d'origine :  États-Unis
- Langue originale : anglais
- Format : noir et blanc — 35 mm — 1,37:1 — Muet
- Genre : drame
- Durée : 50 minutes (5 bobines)
- Date de sortie :
  - États-Unis : 28 février 1916

## Distribution
- George Beban : Pierre Dufrene
- Doris Kenyon : Marcine Dufrene
- Charles W. Charles : le père Dufrene
- John Davidson : André Lesar
- Johnny Hines : Giradot
- Alec B. Francis : Abbé Paul
- Mary Booth : Suzanne